# Roger Rudigoz
Pour les articles homonymes, voir Rudigoz.
Roger Rudigoz (26 août 1922, Romans-sur-Isère - 21 février 1996, Le Pouget), est un écrivain français, auteur de romans, de contes et d'un journal intime.

## Biographie
Durant la Seconde Guerre mondiale, il est déporté au camp de concentration de Dachau.

## Œuvres
- Le Dragon Solassier (1957)
- Solassier l'Anar (1958)
- Chien méchant, pamphlet, (1959)
- L'Opéra-bouffe: Claire Solassier, tome I, Julliard, (1961)
- Le rendez-vous des Lilas: Claire Solassier, tome II, Julliard, (1962)
- Saute le temps, Julliard, 1962 ; réédition éditions Finitude, 2012[2]
- À tout prix, Julliard, 1963 ; réédition éditions Finitude, 2014[3]
- La Mort d'un autre, pièce de théâtre, (1968)
- Armande ou le roman (1969)
- Les Contes de la souris chauve, illustrations de Philippe Dumas, L'École des loisirs, (1982)
- La Souris chauve est née coiffée, L'École des loisirs, (1983)
- Zogidur, L'École des loisirs, (1985)
- Les Infirmières d'Orange, L'École des loisirs, (1985)[4]
- Le Fauteuil vert (1986) - Prix Antigone décerné lors de la Comédie du Livre de Montpellier[1]